# منتخب قطر لكرة اليد للسيدات
منتخب قطر لكرة اليد للسيدات هو الممثل الرسمي لقطر في رياضة كرة اليد. شارك في بطولة آسيا لكرة اليد للسيدات مرة واحدة وكانت تلك المشاركة في سنة 2008، حقق فيها المركز العاشر.